# Royal Rumble 2000
Royal Rumble (2000) was een professioneel worstel-pay-per-view (PPV) evenement dat georganiseerd werd door de World Wrestling Federation (WWF, nu WWE). Het was de 13e editie van Royal Rumble en vond plaats op 23 januari 2000 in Madison Square Garden (MSG) in New York.

## Matches
| Nr. | Match                                                                                    | Winnaar(s)          | Opmerkingen                                                                | Bron  |
| --- | ---------------------------------------------------------------------------------------- | ------------------- | -------------------------------------------------------------------------- | ----- |
| 1   | Tazz vs. Kurt Angle                                                                      | Tazz                | Eén-op-één match. Tazz won door submission.                                | [ 2 ] |
| 2   | The Hardy Boyz (Jeff & Matt Hardy) vs. The Dudley Boyz (Bubba Ray & D-Von Dudley)        | The Hardy Boyz      | Tag Team tables match                                                      | [ 2 ] |
| 3   | Chris Jericho (c) vs. Chyna (c) vs. Hardcore Holly                                       | Chris Jericho       | Triple Threat match voor het Undisputed WWF Intercontinental Championship. | [ 2 ] |
| 4   | The New Age Outlaws (Billy Gunn & Road Dogg) (c) vs. The Acolytes (Bradshaw vs. Faarooq) | The New Age Outlaws | Tag Team match voor het WWF Tag Team Championship.                         | [ 2 ] |
| 5   | Triple H (c) vs. Cactus Jack                                                             | Triple H            | New York Street Fight voor het WWF Championship.                           | [ 2 ] |
| 6   | 30-man Royal Rumble match voor een WWF Championship match op WrestleMania 2000.          | The Rock            | The Rock won door Big Show als laatste te elimineren.                      | [ 2 ] |

### Royal Rumble match
| Nr. | Entree              | Orde | Geëlimineerd door                                                      | Eliminaties | Tijd  |       |
| --- | ------------------- | ---- | ---------------------------------------------------------------------- | ----------- | ----- | ----- |
| 1   | D'Lo Brown          | 3    | Rikishi                                                                | 0           | 06:08 | [ 3 ] |
| 2   | Grand Master Sexay  | 4    | Rikishi                                                                | 0           | 07:42 | [ 3 ] |
| 3   | Mosh                | 1    | Rikishi                                                                | 0           | 03:37 | [ 3 ] |
| 4   | Christian           | 2    | Rikishi                                                                | 0           | 02:08 | [ 3 ] |
| 5   | Rikishi             | 8    | Big Boss Man, Bob Backlund, Edge, Gangrel, Test en The British Bulldog | 7           | 16:23 | [ 3 ] |
| 6   | Scotty 2 Hotty      | 5    | Rikishi                                                                | 0           | 01:02 | [ 3 ] |
| 7   | Steve Blackman      | 6    | Rikishi                                                                | 0           | 00:44 | [ 3 ] |
| 8   | Viscera             | 7    | Rikishi                                                                | 0           | 01:25 | [ 3 ] |
| 9   | Big Boss Man        | 15   | The Rock                                                               | 3           | 22:47 | [ 3 ] |
| 10  | Test                | 17   | Big Show                                                               | 1           | 26:17 | [ 3 ] |
| 11  | The British Bulldog | 13   | Road Dogg                                                              | 1           | 15:22 | [ 3 ] |
| 12  | Gangrel             | 18   | Big Show                                                               | 1           | 23:19 | [ 3 ] |
| 13  | Edge                | 14   | Al Snow & Val Venis                                                    | 1           | 14:48 | [ 3 ] |
| 14  | Bob Backlund        | 9    | Chris Jericho                                                          | 1           | 02:00 | [ 3 ] |
| 15  | Chris Jericho       | 10   | Chyna                                                                  | 1           | 03:47 | [ 3 ] |
| 16  | Crash Holly         | 16   | The Rock                                                               | 0           | 14:54 | [ 3 ] |
| 17  | Chyna               | 11   | Big Boss Man                                                           | 1           | 00:38 | [ 3 ] |
| 18  | Faarooq             | 12   | Big Boss Man                                                           | 0           | 00:18 | [ 3 ] |
| 19  | Road Dogg           | 25   | Billy Gunn                                                             | 2           | 19:02 | [ 3 ] |
| 20  | Al Snow             | 24   | The Rock                                                               | 2           | 17:17 | [ 3 ] |
| 21  | Val Venis           | 20   | Kane                                                                   | 1           | 11:47 | [ 3 ] |
| 22  | Prince Albert       | 21   | Kane                                                                   | 0           | 11:23 | [ 3 ] |
| 23  | Hardcore Holly      | 22   | Al Snow                                                                | 0           | 11:48 | [ 3 ] |
| 24  | The Rock            | -    | Winnaar                                                                | 4           | 14:47 | [ 3 ] |
| 25  | Billy Gunn          | 26   | Kane                                                                   | 2           | 09:38 | [ 3 ] |
| 26  | Big Show            | 29   | The Rock                                                               | 4           | 11:12 | [ 3 ] |
| 27  | Bradshaw            | 19   | Billy Gunn en Road Dogg                                                | 0           | 00:25 | [ 3 ] |
| 28  | Kane                | 27   | X-Pac                                                                  | 3           | 06:11 | [ 3 ] |
| 29  | The Godfather       | 23   | Big Show                                                               | 0           | 01:32 | [ 3 ] |
| 30  | X-Pac               | 28   | Big Show                                                               | 1           | 03:32 | [ 3 ] |